# 莱茵伯伦
莱茵伯伦（德語：Rheinböllen，發音：[ˈʁaɪnˌbœlən]）是德国莱茵兰-普法尔茨州莱茵-洪斯吕克县的城市，面积16.36平方千米，2023年12月31日人口为4,366人。